# Curicó (kommun)
Curicó är en kommun i Chile.   Den ligger i provinsen Provincia de Curicó och regionen Región del Maule, i den södra delen av landet, 190 km söder om huvudstaden Santiago de Chile.
Huvudort i kommunen är Curicó.
Trakten runt Curicó består i huvudsak av gräsmarker. Runt Curicó är det ganska tätbefolkat, med 90 invånare per kvadratkilometer.